# Municipio de Sherman (condado de Pocahontas)
El municipio de Sherman (en inglés: Sherman Township) es un municipio ubicado en el condado de Pocahontas en el estado estadounidense de Iowa. En el año 2010 tenía una población de 142 habitantes y una densidad poblacional de 1,55 personas por km².

## Geografía
El municipio de Sherman se encuentra ubicado en las coordenadas 42°46′38″N 94°44′22″O / 42.77722, -94.73944. Según la Oficina del Censo de los Estados Unidos, el municipio tiene una superficie total de 91.64 km², de la cual 91,64 km² corresponden a tierra firme y (0 %) 0 km² es agua.

## Demografía
Según el censo de 2010, había 142 personas residiendo en el municipio de Sherman. La densidad de población era de 1,55 hab./km². De los 142 habitantes, el municipio de Sherman estaba compuesto por el 100 % blancos. Del total de la población el 0,7 % eran hispanos o latinos de cualquier raza.